# Hans Schönauer (Jurist)
Hans Schönauer (* 28. Mai 1927; † 29. April 2013) war ein deutscher Jurist.

## Werdegang
Schönauer promovierte 1953 an der Juristischen Fakultät der Universität München mit der Dissertation „Täterschaft und Teilnahme an fahrlässiger Tat“. Er war 15 Jahre lang Präsident des Landesarbeitsgerichts München.

## Ehrungen
- Bayerischer Verdienstorden[2]